# 카이저 빌헬름 기념 교회

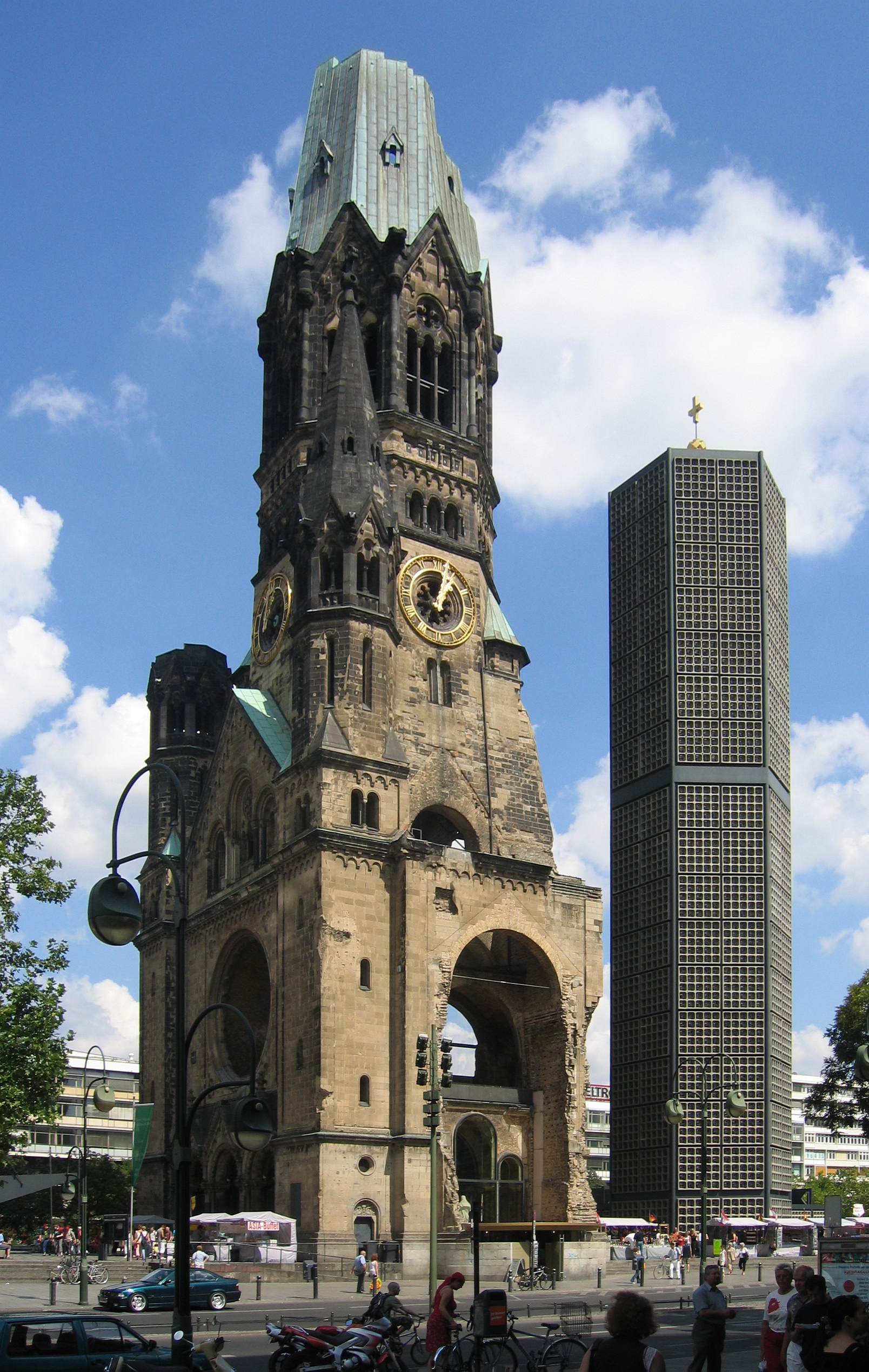

신교도 카이저 빌헬름 기념 교회(독일어: Kaiser-Wilhelm-Gedächtniskirche, 보통은 줄여서 Gedächtniskirche이라고 부른다)는 베를린 브라이트샤이트광장(Breitscheidplatz) 중앙의 쿠르퓌르스텐담(Kurfürstendamm)에 위치하고 있는 독일 개신교 교회이다. 교회 구관은 1890년대에 지었는데, 1943년의 폭격으로 크게 파괴되었다. 하나의 현관과 부속예배실에 딸린 분리된 종탑으로 구성된 현재의 교회 건물은 1959년부터 1963년 사이에 지었다. 파손된 첨탑을 그대로 유지하고 있는 구관의 1층에 기념관을 만들었다.

## 구관
카이저 빌헬름 2세가 그의 할아버지 카이저 빌헬름 1세를 기념하기 위하여 교회의 이름을 지었다. 빌헬름 1세의 생일인 1891년 3월 22일에 주춧돌을 놓았다. 교회의 디자인 공모에서 2740m2의 벽을 모자이크로 장식된 로만스크 리바이벌 양식의 프란츠 슈베츠텐(Franz Schwechten)의 디자인이 채택되었다. 113미터 높이의 첨탑과 2000개가 넘는 신도석을 가진 교회는 1895년 9월 1일 축성되었지만, 중앙현관은 미완성 상태였다. 중앙현관은 1906년 2월 22일에야 축성되었다. 제2차 세계 대전 중인 1943년 12월 23일에 손상되고 1945년 4월 공습으로 첨탑의 일부와 중앙현관만 남긴 채 회복 불가능할 정도로 파괴되었다.

## 신관
신관은 에곤 아이어만(Egon Eiermann)이 설계하였으며 남아있는 구관의 유적을 둘러싼 4개의 빌딩으로 구성하였다. 처음의 설계에서는 구관 첨탑의 유적을 포함하였으나 언론의 압력에 굴복하여 새 디자인에 포함하는 것으로 변경되었다. 4개의 빌딩으로 구성된 신관은 유적의 서쪽에 위치하며 서쪽에 로비가 있다. 또 유적의 동쪽에는 예배당이 있는 타워가 북동쪽으로 배치되었다. 타워는 6각형, 교회는 팔각형으로 설계되었다. 이들 구성은 길이 100미터 폭 40미터의 쟁반에 담긴 모양이다. 새 건물은 콘크리티와 철, 유리로 만들었는데, 벽들은 21,292개의 스테인드 글라스를 벌집모양으로 박은 콘크리트로 건설하였다. 스테인드 글라스는 프랑스의 샤르트르 대성당(Chartres Cathedral)에서 영감을 받아 가브리엘 로와(Gabriel Loire)가 디자인하였다. 글래스의 파란색을 바탕으로 루비 레드, 에머랄드 그린, 노란색을 섞었다. 교회는 지름 35미터, 높이 20.5미터로 1000명 이상의 신도를 수용할 수 있다. 신관의 이런 독특한 겉모습 때문에 베를린 시민들은 가끔 '립스틱과 파우더 박스'라는 별명으로 부르기도 한다.
내회 내부, 입구 반대편 제단 위에 칼 헴메터(Karl Hemmeter)가 디자인한 황동 예수상이 걸려있다. 제단의 왼쪽에 세례반이, 오른쪽에는 8각형의 설교단이 있다. 제단의 반대편에는 슈케(Schuke)가 5,000여개의 파이프로 만든 오르간이 있다. 오르간 위쪽으로 음향을 좋게 하기 위해 플렉스 글라스 패널을 설치하였다.